# Sin City - A Cidade do Pecado
Sin City (bra: Sin City - A Cidade do Pecado; prt: Sin City - A Cidade do Pecado, ou Sin City: Cidade do Pecado), também conhecido como Frank Miller's Sin City é um filme estadunidense de 2005, dos gêneros policial, ação e suspense, dirigido por Robert Rodriguez, Frank Miller e Quentin Tarantino, com roteiro de Frank Miller baseado na sua graphic novel homônima. 

## Sinopse
Sin City é um filme que conta quatro histórias totalmente diferentes, mas ligadas. Enquanto o Detetive John Hartigan (Bruce Willis) de Aquele Bastardo Amarelo, tenta proteger uma garotinha de 11 anos chamada Nancy Callahan (Makenzie Vega), o mesmo é acusado pelo Senador Roark ( Powers Boothe ) de ter abusado Nancy. Roark inventa isso apenas por vingança, no fato de Hartigan ter atirado no pênis do filho do Senador Roark, Roark Jr "Bastardo Amarelo" (Nick Stahl). Mas também Marv (Mickey Rourke) de A Cidade do Pecado "Sin City" entra em cena, e a bela Shellie (Brittany Murphy), se vê em uma situação muito feia. Quando seu namorado Jackie Boy "Detetive Jack Rafferty" (Benicio Del Toro) e seu amante Dwight Mc Carthy (Clive Owen) entram juntos na casa da mesma. No meio disso tudo está também à "traíra" da Becky (Alexis Bledel) que entrega sua amigas e colegas de trabalho: Gail , Miho e Dallas (Rosario Dawson , (Devon Aoki), Patricia Vonne), para o então bandido Manute (Michael Clarke Duncan). Depois de oito anos preso, Hartigan, mente dizendo que: abusou da menina. Para poder sair da prisão e encontrar Nancy. O mesmo é espancando e solto. Quando Hartigan encontra Nancy (Jessica Alba) já adulta, ele a vê, e a mesma vai a seu encontro e dá a ele um beijo longo na boca. Hartigan pensa: "Porque me apaixonei por uma garota que tem idade para ser minha neta?". Depois de várias cenas românticas, o filme centraliza-se em: O Cliente tem Sempre Razão aonde o Vendedor (Josh Hartnett) tem uma alta briga com uma cliente (Marley Shelton) .

## Elenco

### The Customer is Always Right
O Cliente Tem Sempre Razão

- Josh Hartnett — O Vendedor (Chamado no filme de "The Man")
- Marley Shelton — A Cliente

### Sin City (The Hard Goodbye)
A Cidade do Pecado

- Mickey Rourke — Marv
- Jaime King — Goldie/Wendy
- Carla Gugino — Lucille
- Elijah Wood — Kevin
- Rutger Hauer — Cardeal Patrick Henry Roark
- Jason Douglas — Hitman
- Frank Miller — Priest

### The Big Fat Kill
A Grande Matança

- Clive Owen— Dwight McCarthy
- Benicio Del Toro — Det. Ten. Jack "Jackie Boy" Rafferty
- Rosario Dawson — Gail
- Michael Clarke Duncan — Manute
- Alexis Bledel — Becky
- Devon Aoki — Miho
- Brittany Murphy — Shellie
- Patricia Vonne — Dallas

### That Yellow Bastard
Aquele Bastardo Amarelo

- Jessica Alba — Nancy Callahan (com 19 anos)
- Bruce Willis — Det . John Hartigan
- Nick Stahl — Roark Jr./Assassino Amarelo
- Powers Boothe — Senador Roark
- Michael Madsen — Det. Bob
- Makenzie Vega — Nancy Callahan (com 11 anos)
- Jude Ciccolella — Liebowitz
- Rick Gomez — Klump
- Nick Offerman — Shlubb
- Caldarez Gonzales - Bone

### Elenco geral
- Jessica Alba - Nancy Callahan (com 19 anos)
- Bruce Willis - Det . John Hartigan
- Mickey Rourke - Marv
- Jaime King - Goldie/Wendy
- Carla Gugino - Lucille
- Josh Brolin - Dwight McCarthy
- Rosario Dawson - Gail
- Nick Stahl - Roark Jr./Assassino Amarelo
- Alexis Bledel - Becky
- Elijah Wood - Kevin
- Rutger Hauer - Cardeal Patrick Henry Roark
- Powers Boothe - Senador Roark
- Benicio Del Toro -  Det. Ten. Jack "Jackie Boy" Rafferty
- Makenzie Vega - Nancy Callahan (com 11 anos)
- Michael Clarke Duncan - Manute
- Brittany Murphy - Shellie
- Devon Aoki - Miho
- Patricia Vonne - Dallas
- Jason Douglas - Hitman
- Frank Miller -  Priest
- Josh Hartnett - O Vendedor
- Marley Shelton - A Cliente
- Michael Madsen - Det . Bob
- Jude Ciccolella - Liebowitz
- Rick Gomez - Klump
- Nick Offerman -  Shlubb
- Caldarez Gonzales - Bone

## Recepção
O Metacritic, que usa uma média ponderada, atribuiu ao filme uma pontuação de 74 em 100, baseado em 40 críticos, indicando críticas "geralmente favoráveis".